# 劉智鵬
劉智鵬，BBS，JP（1960年—），現任香港立法會議員（選舉委員會）、岭南大学協理副校長（學術及對外關係），以及华南及香港历史研究所主任和歷史系教授，從教數十年，主要研究方向是香港历史。2020年10月獲頒銅紫荊星章。

## 生平
劉智鵬祖籍廣東揭陽，於香港出生和長大，就讀新法書院，在校時一度無心向學，讀至高中時才開始發奮讀書。後來他於香港大學中文系取得學士（1984年，因受日本文化吸引而副修日語）和碩士學位（1987年）後，及後於香港樹仁書院任職老師，教授中文，英文。於2000年赴美國華盛頓大學歷史系修讀博士，回港後任教於嶺南大學，及後曾任屯門區議會委任議員，2011年7月起曾出任屯門區議會副主席。2016年5月被委任保育歷史建築諮詢委員會主席。
2019年7月27日下午，身為嶺南大學協理副校長的劉智鵬陪同校長鄭國漢、副校長莫家豪等到元朗區視察市民參與「光復元朗」遊行的情況，沿途受到市民歡迎。

## 個人言論
皇后碼頭於2008年拆遷時，劉智鵬在電台說：「中環碼頭多，不需要加插一個規模小的碼頭，皇后碼頭不如重置於大嶼山，美利樓由中環遷去赤柱，是『成功例子』。」此言引起社會反響，其言論亦於社交網絡廣傳。
在2014年雨傘運動前後，猛烈批評參與者分裂祖國不切實際，被網民質疑為「梁粉學者」。

### 司法參與
劉智鵬曾於香港國安法首案唐英傑案中為控方作專家證人，其專家報告以中國古代例子詮釋「分裂」、「破壞」這些字眼的意思；解釋「光復香港，時代革命」標語以及當中字詞的起源與意思；並解釋「光時」怎樣帶有政治意圖。劉智鵬在庭上解釋「光時」口號「意指港府是被敵人（中國政權）操控的政府，並從當權者手上奪回香港政權」。他稱，「光復」意思是取回或恢復失去的國土、政權等；「革命」指推翻政府並取而代之。又引用2016年梁天琦例子，指口號「可解讀成鼓吹港獨」。

## 著作
- 劉智鵬. . 香港: 香港中華書局. 2013年7月. ISBN 9789888263165 （中文）.
- 劉智鵬. . 香港: 香港中華書局. 2013年4月. ISBN 9789888236404 （中文）.
- 劉智鵬、劉蜀永. . 香港: 三聯書店(香港)有限公司. 2012年7月. ISBN 9789620431470 （中文）.
- 劉智鵬. . 香港: 香港中華書局. 2011年7月. ISBN 9789888104963 （中文）.
- 劉智鵬. . 香港: 香港中華書局. 2010年7月. ISBN 9789628930364 （中文）.
- 劉智鵬. . 香港: 和平圖書有限公司. 2010年7月. ISBN 9789622387393 （中文）.
- 劉智鵬 (编). . 香港: 香港中華書局. 2010年5月. ISBN 9789628931187 （中文）.
- 劉智鵬、劉蜀永. . 香港: 和平圖書有限公司. 2009年6月. ISBN 9789622386600 （中文）.
- 劉智鵬、周家建. . 香港: 香港中華書局. 2009年5月. ISBN 9789628930685 （中文）.
- 劉智鵬、劉蜀永. . 香港: 和平圖書有限公司. 2007年7月. ISBN 9789622386112 （中文）.
- 劉智鵬. . 香港: 屯門區議會. 2007年. ISBN 9789889732929 （中文）.
- 劉智鵬. . 香港: 屯門區議會. 2003年. ISBN 9889732912 （中文）.

## 外部連結
- 劉智鵬的Facebook專頁
- 劉智鵬博士訪問 - 香港歷史系列 （页面存档备份，存于）
- 暢談歷史 跨越時空界限 － 專訪嶺大歷史系助理教授劉智鵬 （页面存档备份，存于）
- . 文匯報. 2007-02-28  [2012-07-17]. （原始内容存档于2013-06-17）.